# Bitwa pod Ramillies
Bitwa pod Ramillies – starcie zbrojne, które miało miejsce 23 maja 1706 podczas hiszpańskiej wojny sukcesyjnej.

Wódz angielski książę Marlborough pobił francuską armię księcia de Villeroi. Zwycięstwo to doprowadziło do wyparcia Francuzów z hiszpańskich Niderlandów, doprowadzając do zdobycia takich miast jak Antwerpia, Brugia i Gandawa.

## Wstęp
Po zwycięstwie w bitwie pod Blenheim w 1704, rok 1705 rozczarował sprzymierzonych; Francuzi byli nadal bardzo mocni i robili postępy na drodze do podboju całej Italii. Na rok 1706 Marlborough zaplanował śmiały marsz z Niderlandów do Włoch dla wsparcia księcia Eugeniusza Sabaudzkiego i wyrzucenia Francuzów z tego kraju. Jednak plan ten trzeba było porzucić ze względu na zaskakującą francuską ofensywę na lewym brzegu Renu. Parlament holenderski zagwarantował lojalność swych wojsk dla księcia Marlborougha, jeśli zgodzi się on kontynuować kampanię w Niderlandach, obiecując przy tym wysłanie 10 tys. żołnierzy dla wsparcia działań Eugeniusza Sabaudzkiego we Włoszech.
Marlborough zgodził się i ruszył w okolice Liège usiłując skłonić marszałka Villeroia do bitwy. Villeroi nie miał ochoty na starcie. Jednak Ludwik XIV (o czym Marlborough nie wiedział) naciskał na francuskiego wodza, by ten odzyskał straty z roku 1704 i przy okazji wziął rewanż za ówczesne upokorzenia. Ulegając tym naciskom Villeroi ruszył swą armię spod Leuven mając 70 batalionów, 132 szwadrony i około 70 dział, czyli w sumie 60 tys. żołnierzy. Zamiarem jego było odzyskanie twierdzy Zoutleeuw straconej w poprzednim roku.
Dowiedziawszy się, że nieprzyjaciel 19 maja przeprawił się przez rzekę Dyle, Marlborough skoncentrował swoje siły pod Corswaren. Angielsko-holendersko-cesarska armia wraz ze znajdującymi się nieopodal Duńczykami miała 74 bataliony, 123 szwadrony i 120 dział, czyli łącznie 62 tys. żołnierzy.
O godzinie 1:00 w nocy 23 maja Marlborough rozkazał hrabiemu Cadoganowi przeprowadzenie rozpoznania w okolicach wioski Ramillies, gdzie na pobliskim płaskowyżu zamierzał założyć obóz. W tym samym czasie wódz francuski Villeroi postanowił założyć obóz w tym samym miejscu. Gdy Cadogan zbliżył się do Ramillies, zauważył masy namiotów armii francusko-bawarskiej.

## Bitwa

### Położenie
St. Andre leżało pomiędzy strumieniami Gheete, Małą Gheete i rzeką Mehaigne. Od strony strumyka Mała Gheete grunt wznosił się w kierunku pozycji francuskich na tyle stromo, że utrudniał działania kawalerii.
Armia Villeroia tworzyła ponad 6-kilometrowy (4-milowy) wklęsły łuk. Jego lewe skrzydło, obsadzone przez piechotę wspartą 50 szwadronami jazdy, leżało w pobliżu Autre Église za strumykiem Mała Gheete. Centrum armii francusko-bawarskiej znajdowało się między Ramillies a Offus i obsadzone było głównie przez piechotę i artylerię (w samej wiosce Ramillies stało 20 batalionów z dwoma wielkimi bateriami artylerii po obu stronach). Na prawym skrzydle, między wioskami Ramillies a Traviers, Villeroi umieścił 82 szwadrony francuskiej kawalerii i 3 brygady bawarskiej piechoty (w wiosce Traviers stanęło 5 batalionów). Równie dobrze jak odległe wioski Traviers i Franquenée, całe prawe skrzydło chronione były przed obejściem przez rzekę Mehaigne.
Prawe skrzydło armii sprzymierzonych było złożone głównie z wojsk angielskich dowodzonych przez lorda Orkneya. Marszałek Hendrik Overkirk dowodził lewym skrzydłem. Obok sił Overkirka stały 4 bataliony elitarnej Holenderskiej Niebieskiej Gwardii dowodzone przez generała Wertmullera gotowego do uderzenia na Traviers i Franquenée. Holenderski generał Shultz dowodzący 12 batalionami otrzymał rozkaz natarcia na samo Ramillies.

### Początek bitwy
Tuż po godzinie 13 rozpoczęła się bitwa. Na lewym skrzydle sprzymierzonych Holenderska Niebieska Gwardia, wsparta przez 6 duńskich szwadronów, uderzyła najpierw na Franquenée, a następnie na Traviers. O godzinie 15:15 obie wioski były już w rękach sprzymierzonych. Francuzi z dwoma szwajcarskimi batalionami i 14 szwadronami dragonii próbowali odzyskać utracone wsie. Gdy siły te zostały rozbite, Villeroi wydał rozkaz wojskom bawarskim dowodzonym przez La Calonie, powtórzyć ten kontratak. Po zażartej walce bawarskie wojska znalazły się osamotnione pośród bagien i tym sposobem prawe skrzydło Villeroia zostało pozbawione piechoty.
W międzyczasie na północy przeciwnego skrzydła lord Orkney prowadził w kierunku Autre Église 12 angielskich batalionów i szwadronów. Piechota przeprawiła się przez Małą Gheete i od razu natknęła się na kontratakujące siły przeciwnika – Villeroi, gdy tylko dołączył do niego elektor bawarski Maksymilian II Emanuel, wzmocnił osłabioną pozycję piechotą ze swego centrum.
Przy niezrównoważonych siłach francuskich centrum sprzymierzonych (wspierane przez 69 szwadronów Overkirka) przesuwało się na Ramillies i Offus (w tym momencie Orkney otrzymał rozkaz przerwania swego natarcia i posłuszny rozkazom musiał rozpocząć odwrót). Jednak Francuzi rzucili do ataku 68 szwadronów wspartych przez pozostałą piechotę. Francuski kontratak omal nie przebił się na południe od Ramillies, rozbijając kilka holenderskich szwadronów. Marlborough rozkazał Orkneyowi przemieścić pierwsze 18 szwadronów, a następnie dalsze 21 szwadronów z prawego skrzydła sprzymierzonych na lewe. Następnie osobiście poprowadził dwie szarże w celu zahamowania francuskiego natarcia.

### Przełamanie
Tak więc w ogniu bitwy znalazło się 25 tys. jazdy. Jednak natarcie z prawego skrzydła armii Marlborougha przy duńskim wsparciu od strony rzeki Mehaigne sprawiło, że kwiat francuskiej kawalerii został całkowicie pobity. Około godziny 17:00 całe francuskie prawe skrzydło, pozbawione dostatecznego wsparcia piechoty, poszło w rozsypkę i rzuciło się do ucieczki na północny zachód. Marlborough chwycił okazję. Połowa batalionów lorda Orkneya, które jeszcze nie brały udziału w bitwie, została przesunięta na południe, zostawiając na swych poprzednich pozycjach nieliczne oddziały, mające demonstrować, że wycofana piechota wciąż tam jest. Dało to księciu Marlborough taktyczną przewagę naprzeciw Ramillies. Schulenburg otrzymał rozkaz natarcia. Gdy baterie artylerii sprzymierzonych zmiażdżyły swym ogniem obronę w Ramillies, Francuskie centrum załamało się.

### Pościg
O godz. 19:00 Villeroi i elektor bawarski uszli z resztkami swej armii, ledwo uniknąwszy niewoli ze strony wojsk Orkneya atakujących przez Autre Église. Pościg trwał całą noc, tysiące żołnierzy francuskich poległo lub zostało wziętych do niewoli. La Colonie zdołał wymknąć się z potrzasku i wycofał swe wojska do potężnej twierdzy Namur. Niewielkie ocalałe fragmenty francuskiej armii usiłowały w stosunkowo dobrym porządku wycofać się do Jodoigne i Wavre.

## Po bitwie
Francuzi stracili w bitwie 13 tys. zabitych oraz 6 tys. jeńców. Sprzymierzeni – 1066 zabitych, 2560 rannych.
Wkrótce po klęsce Francuzów Leuven, Antwerpia, Gandawa, Brugia i inne miasta hiszpańskich Niderlandów poddały się księciu Marlborough. Wkrótce poszły w ich ślady Ostenda, Dendermone i Menen. Dnia 6 października 1706 miasto Ath poddało się Karolowi VI, który został teraz władcą większości południowych Niderlandów.
Dodatkową konsekwencją bitwy było to, że Ludwik XIV musiał przemieścić swe siły z innych frontów by odbudować swą armię we Flandrii. Dzięki temu wkrótce książę Eugeniusz Sabaudzki mógł się pokusić o zdobycie Turynu.
Wydawało się wtedy, że impas w hiszpańskiej wojnie sukcesyjnej dobiega końca i że zwycięstwo sprzymierzonych jest już bliskie. Jednak w ciągu roku Francuzom udało się przywrócić równowagę strategiczną, tak że wojna miała jeszcze toczyć się przez kolejne 7 lat.

### Analiza
Villeroi za bardzo rozciągnął swą armię – wklęsła pozycja powodowała, że przenoszenie sił pomiędzy skrzydłami było bardzo trudne. Dla odmiany, Marlborough skoncentrował swoją armię na 5-kilometrowym froncie pomiędzy rogami francuskiej pozycji, mając tę przewagę, że łatwo można było przerzucać siły ze skrzydła na skrzydło. Villeroi ponadto błędnie umieścił część swojej kawalerii w Autre Église, gdzie będąc za bagnami była bezużyteczna.
Zawiodła część francuskiej piechoty; Traviers i Franquenée wpadły łatwo i szybko w ręce przeciwnika, który dysponował podobnymi silami. Dodatkowo źle skoordynowany został kontratak na Traviers.
Za to Marlborough świetnie wykonał zaplanowany plan działań. Przez koncentrację swej kawalerii na południowym skrzydle, był w stanie pobić francuską kawalerię, i mając przewagę w komunikacji, zdeklasował Villeroia.

## Galeria

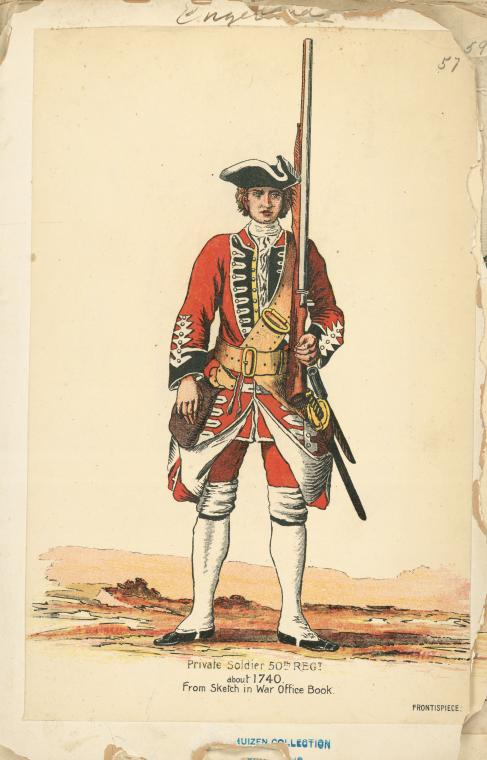
Piechur brytyjski z I poł XVIII w.
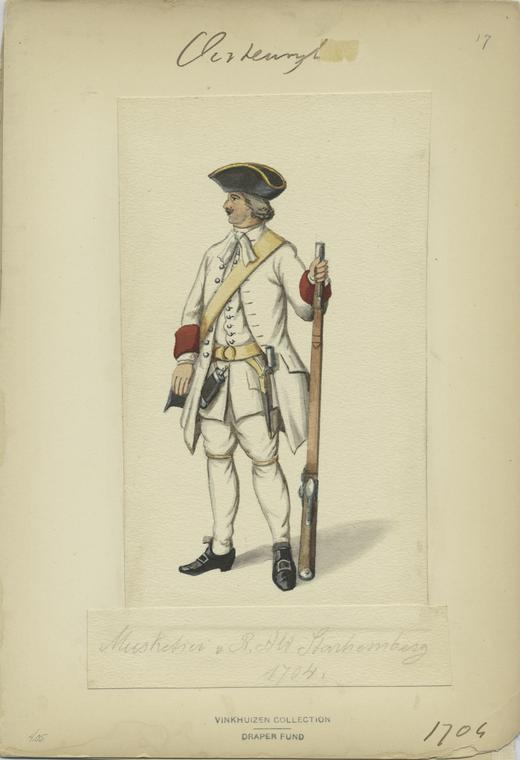
1704 r. muszkieter austriacki
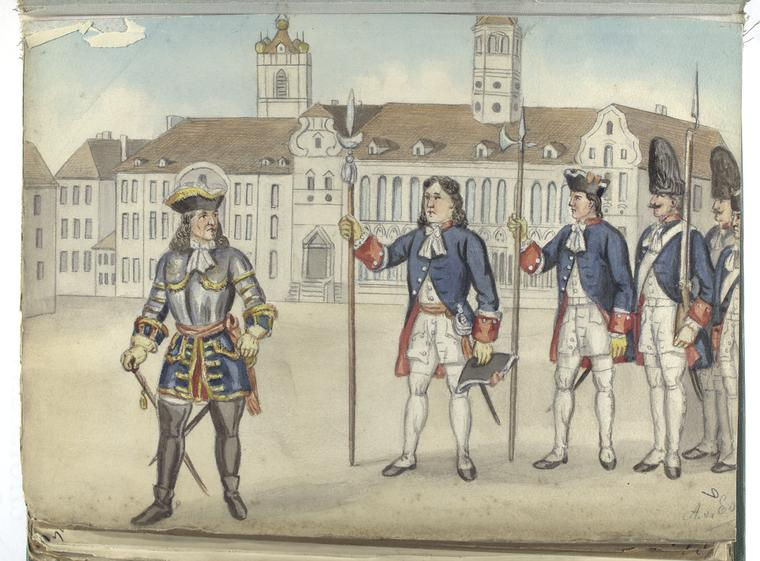
1718 armia holenderska: kpt. piechoty fizylier grenadier
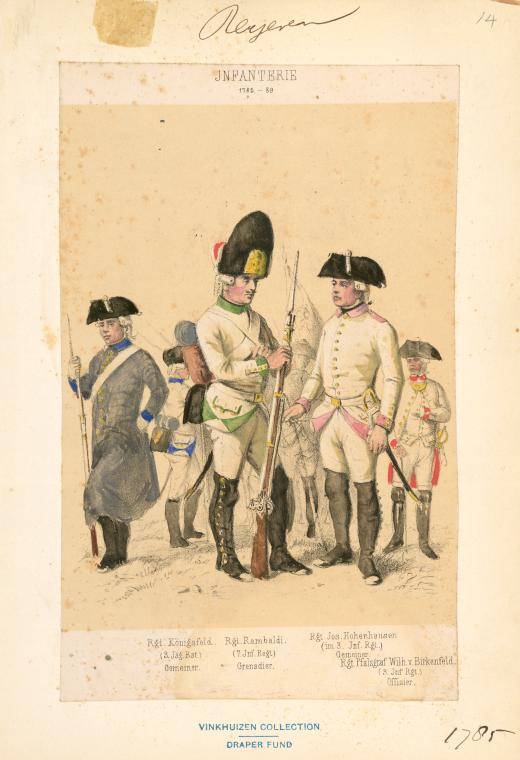
Żołnierze bawarscy pocz. XVIII w.